# Mistrzostwa Europy w Lekkoatletyce 1971 – bieg na 800 m kobiet

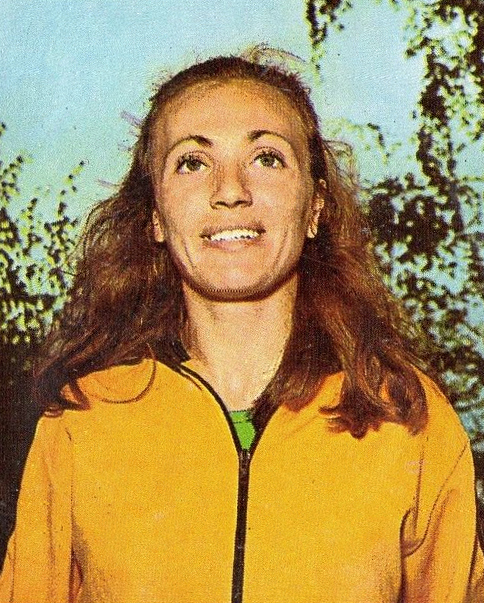
Vera Nikolić

Bieg na dystansie 800 metrów kobiet był jedną z konkurencji rozgrywanych podczas X Mistrzostw Europy w Helsinkach. Biegi eliminacyjne zostały rozegrane 10 sierpnia, biegi półfinałowe 11 sierpnia, a bieg finałowy 12 sierpnia 1971 roku. Zwyciężczynią tej konkurencji została reprezentantka Jugosławii Vera Nikolić, która była mistrzynią Europy na tym dystansie w 1966. Dwie faworytki Hildegard Falck i Gunhild Hoffmeister zderzyły się i nie ukończyły biegu finałowego. W rywalizacji wzięły udział dwadzieścia trzy zawodniczki z czternastu reprezentacji.

## Rekordy
| Rekord świata     | Hildegard Falck (FRG) | 1:58,5  | Stuttgart, RFN | 11.07.1971 |
| Rekord Europy     | Hildegard Falck (FRG) | 1:58,5  | Stuttgart, RFN | 11.07.1971 |
| Rekord mistrzostw | Lillian Board (GBR)   | 2:01,50 | Ateny, Grecja  | 18.09.1969 |

## Wyniki

### Eliminacje
Bieg 1
| Miejsce | Zawodniczka       | Czas    | Uwagi |
| ------- | ----------------- | ------- | ----- |
| 1       | Hildegard Falck   | 2:04,96 | Q     |
| 2       | Magdolna Kulcsár  | 2:05,30 | Q     |
| 3       | Waltraud Pohland  | 2:05,31 | Q     |
| 4       | Angela Ramello    | 2:05,70 | Q     |
| 5       | Wasiłena Amzina   | 2:06,39 |       |
| 6       | Sandra Sutherland | 2:09,46 |       |

Bieg 2
| Miejsce | Zawodniczka        | Czas    | Uwagi |
| ------- | ------------------ | ------- | ----- |
| 1       | Vera Nikolić       | 2:04,81 | Q     |
| 2       | Rosemary Stirling  | 2:06,74 | Q     |
| 3       | Sylvia Schenk      | 2:07,41 | Q     |
| 4       | Danuta Wierzbowska | 2:07,93 | Q     |
| 5       | Birgitte Jennes    | 2:09,54 |       |
| 6       | Maria-Coro Fuentes | 2:12,58 |       |

Bieg 3
| Miejsce | Zawodniczka         | Czas    | Uwagi |
| ------- | ------------------- | ------- | ----- |
| 1       | Gunhild Hoffmeister | 2:05,87 | Q     |
| 2       | Claire Walsh        | 2:06,06 | Q     |
| 3       | Pat Lowe            | 2:06,37 | Q     |
| 4       | Kirsten Hoiler      | 2:06,67 | Q     |
| 5       | Elżbieta Skowrońska | 2:06,94 |       |

Bieg 4
| Miejsce | Zawodniczka        | Czas    | Uwagi |
| ------- | ------------------ | ------- | ----- |
| 1       | Ileana Silai       | 2:04,88 | Q     |
| 2       | Donata Govoni      | 2:05,48 | Q     |
| 3       | Nijolė Sabaitė     | 2:05,54 | Q     |
| 4       | Gisela Ellenberger | 2:05,57 | Q     |
| 5       | Tonka Petrowa      | 2:05,91 |       |
| 6       | Grete Andersen     | 2:07,63 |       |

### Półfinały
Półfinał 1
| Miejsce | Zawodniczka        | Czas   | Uwagi |
| ------- | ------------------ | ------ | ----- |
| 1       | Vera Nikolić       | 2:03,7 | Q     |
| 2       | Danuta Wierzbowska | 2:05,3 | Q     |
| 3       | Gisela Ellenberger | 2:05,4 | Q     |
| 4       | Pat Lowe           | 2:05,4 | Q     |
| 5       | Magdolna Kulcsár   | 2:06,2 |       |
| 6       | Waltraud Pohland   | 2:06,9 |       |
| 7       | Angela Ramello     | 2:07,5 |       |
| 8       | Kirsten Hoiler     | 2:07,6 |       |

Półfinał 2
| Miejsce | Zawodniczka         | Czas   | Uwagi |
| ------- | ------------------- | ------ | ----- |
| 1       | Gunhild Hoffmeister | 2:03,1 | Q     |
| 2       | Hildegard Falck     | 2:03,2 | Q     |
| 3       | Rosemary Stirling   | 2:03,3 | Q     |
| 4       | Claire Walsh        | 2:03,4 | Q     |
| 5       | Ileana Silai        | 2:03,9 |       |
| 6       | Sylvia Schenk       | 2:04,6 |       |
| 7       | Donata Govoni       | 2:05,0 |       |
| –       | Nijolė Sabaitė      | DNS    |       |

### Finał
| Miejsce | Zawodniczka         | Czas    | Uwagi |
| ------- | ------------------- | ------- | ----- |
| 1       | Vera Nikolić        | 2:00,00 | CR    |
| 2       | Pat Lowe            | 2:01,66 |       |
| 3       | Rosemary Stirling   | 2:02,08 |       |
| 4       | Danuta Wierzbowska  | 2:04,16 |       |
| 5       | Gisela Ellenberger  | 2:05,14 |       |
| 6       | Claire Walsh        | 2:08,57 |       |
| –       | Hildegard Falck     | DNF     |       |
| –       | Gunhild Hoffmeister | DNF     |       |